# Jérôme Lambert
Jérôme Lambert (* 7. Juni 1957 in Vincennes) ist ein französischer Politiker. Er war von 1986 bis 1993 und ist seit 1997 Abgeordneter der Nationalversammlung.
Lambert war in der Industrie tätig, bevor er sich 1986 als 28-Jähriger im Département Charente erfolgreich um einen Sitz in der Nationalversammlung bewarb. Als 1988 das Mehrheitswahlrecht eingeführt wurde, trat er im dritten Wahlkreis des Départements an und wurde wiedergewählt. Bei den Parlamentswahlen 1993 musste er sich jedoch im zweiten Wahlgang mit 49,5 % dem Gaullisten Henri de Richemont geschlagen geben. 1997 zog er mit 56,4 % wieder ins Parlament ein. 2002, 2007 und 2012 wurde er ebenfalls wiedergewählt. Im Vorfeld der UN-Klimakonferenz in Kopenhagen warb Lambert am 1. Dezember 2009 in einem gemeinsamen Appel mit dem Konservativen Bernard Deflesselles für eine Ausweitung des Klimaschutzes. Als Reaktion auf das Verhalten von Gérard Depardieu, der Frankreich verließ, um der Reichensteuer zu entgehen, forderte Chabert im Dezember 2012 die Konfiszierung von Depardieus Besitz.
Siehe auch: Liste der Mitglieder der Nationalversammlung der 15. Wahlperiode (Frankreich), Liste der Mitglieder der Nationalversammlung der 14. Wahlperiode (Frankreich), Liste der Mitglieder der Nationalversammlung der 13. Wahlperiode (Frankreich) und Liste der Mitglieder der Nationalversammlung der 12. Wahlperiode (Frankreich)